# Guelfo IV d'Este
Guelfo IV d'Este (1035/1040 – Pafo, 9 novembre 1101) fu duca di Baviera dal 1070 al 1077 e successivamente dal 1096 alla sua morte.
Fu il primo dei giovani Welfen.

## Biografia
Guelfo fu il primo membro della famiglia degli Welfen (guelfi) ad appartenere alla famiglia degli Estensi. Era infatti figlio di Alberto Azzo II d'Este e di sua moglie Cunegonda di Altdorf. Quando lo zio materno, Guelfo di Carinzia morì senza figli nel 1055, egli venne riconosciuto quale erede dei suoi beni allodiali in Svevia; successivamente sposò Etelinda, figlia di Ottone II di Northeim, duca di Baviera. 
Anche se suo padre, guidato dalla cugina Matilde di Canossa, continuerà a perseguire gli interessi del papato, Guelfo si schierò dalla parte dell'imperatore Enrico IV.
Ottone II, suo suocero, che aveva interessi in Sassonia e temeva la riduzione del potere ducale in Baviera, nel 1070 fu accusato di ordire un complotto contro l'imperatore; per questo fu privato del titolo ducale e, fatto atto di sottomissione nel 1071, fu reintegrato ma solo dei suoi possessi personali. In occasione di una donazione al monastero di S. Maria di Vangadizza del giugno del 1073, si dichiara di legge longobarda.
Il ducato di Baviera passò in seguito all'estromissione di Ottone di Northeim a Guelfo che, dopo il divorzio da Etelinda, si era schierato con Enrico IV. Si risposò con Giuditta di Fiandra (figlia di Baldovino IV delle Fiandre detto il Barbuto e zia della moglie di Guglielmo I d'Inghilterra, detto il Conquistatore) che era rimasta vedova nel 1066; dal loro matrimonio nacque, nel 1072, Guelfo che in seguito sarà conosciuto come Guelfo V. 
Più tardi, durante la lotta per le investiture, cambiò schieramento e sostenne il papa Gregorio VII e, nel marzo 1077, appoggiò l'elezione dell'anti-re Rodolfo di Svevia durante la grande rivolta dei Sassoni. L'imperatore di conseguenza lo privò del titolo. Privo di ampio seguito tra i nobili bavari, fuggì dapprima in Ungheria e poi in Svevia ove attaccò più volte Habsburg, mantenendo sempre un forte controllo sui passi alpini, così come i duchi deposti Bertoldo di Carinzia e Rodolfo di Svevia.
Quando il papa tolse il suo consenso a Rodolfo, Guelfo non poté continuare a sostenerlo. Nel 1085 Gregorio VII morì e Guelfo rimase dalla parte del papato tanto che suo figlio Guelfo V, nel 1089 a diciassette anni, sposò Matilde di Canossa, che aveva ventisei anni più di lui.
Quando nel 1095 il giovane Guelfo V divorziò a sua volta, il padre fece ammenda presso l'imperatore e riottenne il Ducato di Baviera che nel frattempo era stato retto da Enrico IV in persona. 
Dopo la morte del padre Alberto Azzo II nel 1097, cercò di entrare in possesso di alcuni feudi a sud delle Alpi combattendo i fratellastri Ugo e Folco. Egli scese in Italia assieme ai due figli Guelfo V ed Enrico il Nero, avendo come alleati della stirpe Eppenstein il duca di Carinzia Enrico III e di lui fratello e patriarca d'Aquileia Ulrico, riuscendo ad acquisire, con la forza o a seguito di trattative, buona parte dell'eredità, per quanto questa vittoria non dovette essere definitiva, in quanto si hanno attestazioni di ulteriori lotte tra gli Estensi e i suoi figli. Nel 1101 si unì ai crociati in Terra Santa ma morì di lì a poco a Cipro, durante il viaggio di ritorno.

## Discendenza
Sposò in prime nozze Etelinda di Northeim, figlia di Ottone di Northeim e di Richenza di Svevia, poi ripudiata a seguito della caduta in disgrazia del suocero.
Si risposò con Giuditta di Fiandra, vedova di Tostig del Wessex, fratello e nemico di Aroldo II d'Inghilterra, morto nella battaglia di Stamford Bridge assieme all'alleato Harald II di Norvegia. Essi ebbero tre figli:
- Guelfo V (1073-1120) duca di Baviera dal 1010 alla morte, per un breve periodo sposo di Matilde di Canossa;
- Enrico il Nero (1074-1126), duca di Baviera dal 1120 alla morte;
- Kunizza († 6 marzo 1120).

## Ascendenza
|                        |                       |                              | Genitori                |  |  | Nonni |  |  | Bisnonni  |  |  | Trisnonni |  |
|                        |                       |                              |                         |  |  |       |  |  | Oberto II |  |  | Oberto I  |  |
|                        |                       |                              |                         |  |  |       |  |  | Oberto II |  |  | Oberto I  |  |
|                        |                       | Guilla di Spoleto            |                         |  |  |       |  |  | Oberto II |  |  |           |  |
| Alberto Azzo I         |                       |                              |                         |  |  |       |  |  | Oberto II |  |  |           |  |
|                        |                       | Railenda                     | Conte Riprando          |  |  |       |  |  |           |  |  |           |  |
|                        |                       | Railenda                     | Conte Riprando          |  |  |       |  |  |           |  |  |           |  |
|                        |                       | Railenda                     | …                       |  |  |       |  |  |           |  |  |           |  |
| Alberto Azzo II d'Este |                       | Railenda                     |                         |  |  |       |  |  |           |  |  |           |  |
|                        |                       | Bosone I conte di Sabbioneta | …                       |  |  |       |  |  |           |  |  |           |  |
|                        |                       | Bosone I conte di Sabbioneta | …                       |  |  |       |  |  |           |  |  |           |  |
|                        |                       | Bosone I conte di Sabbioneta | …                       |  |  |       |  |  |           |  |  |           |  |
| Adelaide               |                       | Bosone I conte di Sabbioneta |                         |  |  |       |  |  |           |  |  |           |  |
|                        |                       | …                            | …                       |  |  |       |  |  |           |  |  |           |  |
|                        |                       | …                            | …                       |  |  |       |  |  |           |  |  |           |  |
|                        |                       | …                            | …                       |  |  |       |  |  |           |  |  |           |  |
| Guelfo IV d'Este       |                       | …                            |                         |  |  |       |  |  |           |  |  |           |  |
|                        | Rodolfo II di Altdorf | Rodolfo I di Altdorf         |                         |  |  |       |  |  |           |  |  |           |  |
|                        | Rodolfo II di Altdorf | Rodolfo I di Altdorf         |                         |  |  |       |  |  |           |  |  |           |  |
|                        | Rodolfo II di Altdorf | …                            |                         |  |  |       |  |  |           |  |  |           |  |
| Guelfo III di Altdorf  | Rodolfo II di Altdorf |                              |                         |  |  |       |  |  |           |  |  |           |  |
|                        |                       | Ita di Öhningen              | Corrado I di Svevia     |  |  |       |  |  |           |  |  |           |  |
|                        |                       | Ita di Öhningen              | Corrado I di Svevia     |  |  |       |  |  |           |  |  |           |  |
|                        |                       | Ita di Öhningen              | …                       |  |  |       |  |  |           |  |  |           |  |
| Cunegonda di Altdorf   |                       | Ita di Öhningen              |                         |  |  |       |  |  |           |  |  |           |  |
|                        |                       | Federico di Lussemburgo      | Sigfrido di Lussemburgo |  |  |       |  |  |           |  |  |           |  |
|                        |                       | Federico di Lussemburgo      | Sigfrido di Lussemburgo |  |  |       |  |  |           |  |  |           |  |
|                        |                       | Federico di Lussemburgo      | Edvige di Nordgau       |  |  |       |  |  |           |  |  |           |  |
| Imiza di Lussemburgo   |                       | Federico di Lussemburgo      |                         |  |  |       |  |  |           |  |  |           |  |
|                        |                       | …                            | …                       |  |  |       |  |  |           |  |  |           |  |
|                        |                       | …                            | …                       |  |  |       |  |  |           |  |  |           |  |
|                        |                       | …                            | …                       |  |  |       |  |  |           |  |  |           |  |
|                        |                       | …                            |                         |  |  |       |  |  |           |  |  |           |  |